# Министерство занятости Швеции
Министерство занятости Швеции (швед. Arbetsmarknadsdepartementet) — несёт ответственность за рынок труда и отношения по поводу занятости.

## История
Министерство занятости Швеции создано в 1974 году, когда Министерство внутренних дел было разделено на два новых министерства. Министерство занятости взяло на себя ответственность за рынок труда, охрану труда и иммиграцию. Жилищная политика была переведена в новое Министерство жилищного строительства.
С 1 января 1999 года вопросы Министерства занятости были переданы новому Министерство по вопросам предпринимательства, энергетики и связи.
1 января 2007 года, министерство восстановлено после решения нового правительства, которое пришло к власти 6 октября 2006 года.

## Организационная структура
Министерство занятости насчитывает около 90 сотрудников, в том числе 6 политических назначенцев.
Министерство возглавляет министр по делам занятости и ему помогает государственный секретарь, политические советники и пресс-секретари.

### Агентства
- Совет Европейского социального фонда в Швеции
- Институт оценки рынка труда
- Суд по трудовым спорам
- Национальное посредническое бюро
- Национальный институт трудовой жизни
- Шведский совет страхования на случай безработицы
- Шведское управление охраны труда